# Medena zemja
Medena zemja (Macedônio: Медена земја – em inglês: Honeyland) é um filme-documentário macedônio de 2019 dirigido por Tamara Kotevska e Ljubomir Stefanov. A obra estreou internacionalmente no Festival de Cinema de Sundance em 28 de janeiro de 2019, foi indicado ao Oscar 2020 na categoria Melhor Filme Estrangeiro para representar a Macedônia do Norte e na categoria Melhor Documentário em Longa Metragem.

## Recepção
No agregador de críticas Rotten Tomatoes, o filme detém um índice de aprovação de 99% com base em 80 avaliações, com uma classificação média de 8,36/10. O consenso crítico do site diz: "Medena zemja usa a vida em uma vila remota para oferecer uma perspectiva reveladora de experiências que devem ressoar até mesmo para o público do outro lado do mundo". No Metacritic, o filme recebeu uma pontuação média de 86 em 100, com base em 26 críticas, indicando aclamação universal.
Bob Verini, da Variety, considerou-o um "filme raro que seria um forte concorrente em qualquer categoria [do Oscar], em qualquer ano" devido à sua "forte ressonância geopolítica e esplendor visual".